# Docalidia latebra
Docalidia latebra är en insektsart som beskrevs av Nielson 1996. Docalidia latebra ingår i släktet Docalidia och familjen dvärgstritar. Inga underarter finns listade i Catalogue of Life.